# 塔祖穆丁烏帕齊拉
塔祖穆丁乌帕齐拉是孟加拉国波拉縣的一个乌帕齐拉，位於巴里薩爾专区的波拉縣。

## 人口
據1991年孟加拉國人口普查，塔祖穆丁共有戶數20,444戶，人口116822人。其中男性佔比51.94%，女性佔比48.06%；成年人口51,881人。該地7歲以上人口之平均識字率為27.0%，低於全國平均值（32.4%）。